# آلار کاریس
آلار کاریس (استونیایی: Alar Karis؛ زادهٔ ۲۶ مارس ۱۹۵۸) یک زیست‌شناس و سیاست‌مدار اهل استونی است. او از ۱۱ اکتبر ۲۰۲۱ به‌عنوان رئیس‌جمهور استونی مشغول به خدمت است.
وی از سال ۲۰۰۳ تا ۲۰۰۷ رئیس دانشگاه علوم زیستی استونی، ۲۰۰۷ تا ۲۰۱۲ رئیس دانشگاه تارتو، ۲۰۱۳ تا ۲۰۱۸ حسابرس کل استونی و از سال ۲۰۱۸ تا ۲۰۲۱ مدیر موزه ملی استونی بوده.
کاریس دانش‌آموخته دانشگاه علوم زیستی استونی است در سال ۱۹۹۹ استاد دانشگاه شده‌است.